# Futbol'ny Klub Smaljavičy
Il Futbol'ny Klub Smaljavičy in cirillico bielorusso Футбольны Клуб Смалявічы, traslitterazione anglosassone FC Smolevichi), è una società calcistica bielorussa con sede nella città di Smaljavičy. Milita nella Druhaja liha, la terza divisione del campionato bielorusso.
Fondato nel 2009, disputa le partite interne nello Stadio Azërny di Smaljavičy, impianto da 1 600 posti.

## Cronistoria del nome
- 2009: Fondato come Vihvam Smaljavičy
- 2011: Rinominato in Smaljavičy
- 2012: Rinominato in Smaljavičy-STI
- 2018: Rinominato in Smaljavičy

## Palmarès

### Competizioni nazionali
- Druhaja liha: 1

2012

### Altri piazzamenti
- Peršaja Liha:

Secondo posto: 2017, 2019

## Organico

### Rosa 2020
Aggiornata al 20 aprile 2020.
| N. |                        | Ruolo | Calciatore           |
| -- | ---------------------- | ----- | -------------------- |
| 1  | Russia (bandiera)      | P     | Aleksandr Filtsov    |
| 3  | Bielorussia (bandiera) | D     | Ivan Vasilyonok      |
| 4  | Bielorussia (bandiera) | D     | Arseniy Bondarenko   |
| 5  | Bielorussia (bandiera) | D     | Ėduard Žaŭneraŭ      |
| 7  | Bielorussia (bandiera) | C     | Anatol Makaraw       |
| 8  | Bielorussia (bandiera) | A     | Jaŭhen Barsukoŭ      |
| 9  | Bielorussia (bandiera) | A     | Vladislav Mukhamedov |
| 10 | Bielorussia (bandiera) | C     | Ivan Veras           |
| 11 | Bielorussia (bandiera) | C     | Dzmitryj Ščahrykovič |
| 12 | Bielorussia (bandiera) | P     | Artem Gomelko        |
| 17 | Bielorussia (bandiera) | D     | Ilya Raschenya       |
| 19 | Bielorussia (bandiera) | C     | Pavel Sadovskiy      |
| 20 | Russia (bandiera)      | C     | Konstantïn Kotov     |

| N. |                           | Ruolo | Calciatore                |
| -- | ------------------------- | ----- | ------------------------- |
| 22 | Bielorussia (bandiera)    | C     | Aleksey Butarevich        |
| 24 | Bielorussia (bandiera)    | C     | Aleksey Vakulich          |
| 30 | Bielorussia (bandiera)    | C     | Alyaksandr Aleksandrovich |
| 31 | Bielorussia (bandiera)    | P     | Nikita Lazovskiy          |
| 39 | Bielorussia (bandiera)    | C     | Sergey Rusak              |
| 49 | Bielorussia (bandiera)    | C     | Aljaksandr Džyhera        |
| 77 | Russia (bandiera)         | A     | Aleksei Turik             |
| 97 | Costa d'Avorio (bandiera) | A     | Jean Morel Poé            |
| 99 | Russia (bandiera)         | D     | Mutalip Alibekov          |
|    | Bielorussia (bandiera)    | D     | Ilyaz Safi                |
|    | Bielorussia (bandiera)    | A     | Dmitry Kalineyko          |
|    | Bielorussia (bandiera)    | D     | Yevgeniy Malinovskiy      |